# Minuskel 62
Minuskel 62 (in der Nummerierung nach Gregory-Aland), α 453 (von Soden) ist eine griechische Minuskelhandschrift des Neuen Testaments auf 135 Papierblättern (34,3 × 23,3 cm). Mittels Paläographie wurde das Manuskript auf das 14. Jahrhundert datiert. Die Handschrift ist nicht vollständig.

## Beschreibung
Der Kodex enthält den Text der Apostelgeschichte, Katholische Briefe, und Paulusbriefe mit Lücken (Apostelgeschichte 1,1–7,34; 13,21–25). 1. Timotheus folgt dem Hebräerbrief. Er wurde einspaltig mit je 35 Zeilen geschrieben. Er enthält Prolegomena, κεφαλαια, τιτλοι, Synaxarium, und Unterschriften. Ihr fehlt der Eusebische Kanon.
Der griechische Text des Kodex ist eine Mischung verschiedener Texttypen. Aland ordnete es in keine Kategorie ein.

## Geschichte
Die Handschrift kam aus dem Osten.
Der Kodex befindet sich zurzeit im Bibliothèque nationale de France (Gr. 60) in Paris.